# Спілка художників Молдавської РСР
Спілка художників Молдавської РСР — добровільна громадська творча організація, що об'єднувала художників та мистецтвознавців Молдавської РСР. Входила до складу Спілки художників СРСР.

## Історія
1937 року був утворений Організаційний комітет Спілки художникиів Молдавської Автономної Радянської Соціалістичної Республіки, а у 1940 році Організаційний комітет Спілки радянських художників Молдавської Радянської Соціалістичної Республіки.
Метою організації було сприяння художникам в створенні високохудожніх творів мистецтва, які мали виховувати радянський народ в дусі комуністичних ідей. З цією метою проводилась робота з підвищення ідейно-політичного рівня і професійної майстерності своїх членів, з пропаганди їх творчості, проводилися наради, конференції, виставки.
Спілка мала свої секції: живопису, скульптури, мистецтвознавства, декоративно-ужиткового і театрально-декораційного мистецтва і підсекції книжкової графіки, монументально-декоративного живопису.
Вищим керівним органом спілки був з'їзд, який обирав правління. З'їзди відбулися у 1948, 1956, 1959, 1961, 1965, 1968, 1972, 1976, 1982 роках.
Головами правління в різні роки були Іван Жуматій, Леонід Григорашенко, Олексій Васильєв, Владислав Обух, з 1972 року — Ілля Богдеско.
З 1972 року при спілці діяло об'єднання молодих художників і мистецтвознавців. У веденні спілки знаходився Художній фонд Молдавської РСР. 
Станом на 1 січня 1969 року спілка налічувала 122 члена; на 1 січня 1982 року — 198 членів.